# Jeremy Tyler
Jeremy Miles Tyler (nacido el 21 de junio de 1991 en San Diego, California) es un jugador de baloncesto estadounidense que en la actualidad juega en el Liaoning Flying Leopards de la Chinese Basketball Association. Con 2,08 metros de estatura, juega en la posición de pívot.

## Trayectoria deportiva

### High School
Jugó durante dos temporadas en el high school de San Diego, promediando en su última temporada 28,7 puntos por partido. Renunció a su último año de instituto, y a pesar de que había llegado a un acuerdo para jugar en la Universidad de Louisville, finalmente se echó atrás para iniciar en Europa su carrera profesional.

### Profesional
En octubre de 2009, firmó por el Maccabi Haifa de la liga israelí por una temporada, pero solo llegó a disputar 10 partidos, en los que únicamente promedió 2,1 puntos y 1,9 rebotes por partido.
Al año siguiente fichó por el Tokyo Apache de la liga japonesa, ya que no podía ser elegible para el Draft de la NBA de 2010. Jugó 33 partidos, en los que promedió 9,9 puntos y 6,4 rebotes.
Fue elegido en la trigésimo novena posición del Draft de la NBA de 2011 por Charlotte Bobcats, pero sus derechos fueron traspasados a los Golden State Warriors. Debutó en la NBA el día de Navidad ante Los Angeles Clippers, disputando únicamente 23 segundos.
El 6 de agosto de 2014 fue traspasado junto con Wayne Ellington y una selección de segunda ronda del draft de 2015 a los Sacramento Kings a cambio de Quincy Acy y Travis Outlaw. El 6 de septiembre de 2014 fue cortado por los Kings.
El 23 de septiembre de 2014 fue contratado por Los Angeles Lakers, siendo despedido el 20 de octubre.
El 25 de octubre de 2014 fue contratado por los Shanxi Zhongyu por la temporada 2014-2015. En 41 partidos con el equipo promedió 22,1 puntos y 11,2 rebotes por partido.
En julio de 2015 se unió a los Dallas Mavericks para la liga de verano. El 28 de septiembre de 2014 firmó con los Houston Rockets, siendo cortado el 23 de octubre.
Más tarde, volvería a China para jugar en el Fujian Sturgeons y en el Tianjin Ronggang.
En las temporadas 2017-18 y 2018-19 jugaría en Australia y Filipinas, en las filas del Sydney Kings y del Talk N Text Tropang Texters.
Durante 2019 y 2020, desarrolla su carrera en Puerto Rico en las filas del Atléticos de San Germán y de los Indios de Mayagüez.
El 3 de marzo de 2021, firma por el Liaoning Flying Leopards de la Chinese Basketball Association.

## Estadísticas de su carrera en la NBA

### Temporada regular
| Año     | Equipo       | PJ | PT | MPP  | %TC  | %3P  | %TL  | RPP | APP | ROB | TPP | PPP |
| ------- | ------------ | -- | -- | ---- | ---- | ---- | ---- | --- | --- | --- | --- | --- |
| 2011-12 | Golden State | 42 | 23 | 13.5 | .421 | .000 | .558 | 3.3 | .4  | .4  | .5  | 4.9 |
| 2012-13 | Golden State | 20 | 0  | 3.2  | .375 | .000 | .667 | .9  | .1  | .1  | .1  | 1.1 |
| 2012-13 | Atlanta      | 1  | 0  | 5.0  | .000 | .000 | .000 | 3.0 | .0  | .0  | .0  | .0  |
| 2013-14 | New York     | 17 | 0  | 10.4 | .556 | .000 | .588 | 3.4 | .2  | .2  | .5  | 4.7 |
| Total   | Total        | 80 | 23 | 10.2 | .446 | .000 | .573 | 2.7 | .3  | .3  | .4  | 3.8 |